# کارنل دارائو
کارنل دارائو (انگلیسی: Cornel Durău؛ زادهٔ ۳۰ january ۱۹۵۷ (۶۸ سال)) ورزشکار هندبال اهل رومانی است.
وی در مسابقات کشوری و بین‌المللی در مجموع برندهٔ ۳ مدال برنز شده‌است.